# Stazione di Centro Rai
La stazione di Centro Rai è una fermata ferroviaria della ferrovia Roma-Civitacastellana-Viterbo. La stazione si trova nel tratto urbano di Roma, nella zona di Saxa Rubra, nelle prossimità dello snodo tra via Flaminia e il Grande Raccordo Anulare (GRA). È l'ultima stazione, uscendo da Roma, che si trovi entro il GRA.
Dal 1º luglio 2022 è gestita da ASTRAL.
Accanto alla stazione sorge il Centro di Produzione RAI Saxa Rubra, costruito nel 1990.

## Storia
La stazione venne attivata nel 1990, in occasione dei mondiali di calcio. A partire dal 21 marzo 2011 la fermata venne interessata da lavori di ristrutturazione, venendo perciò chiusa e temporaneamente sostituita dalla vecchia fermata Saxa Rubra, che da circa venti anni giaceva in disuso. Il 3 agosto 2012 la fermata è stata riaperta all'esercizio.

## Strutture e impianti
La stazione è costituita da due binari di corsa, ognuno servito da una banchina, collegati fra loro da un sovrappasso.L'edificio della stazione, costituito da una volta a cupola, è stato criticato per motivi estetici, perché considerato troppo invasivo nei confronti dell'ambiente circostante.
Inoltre le strutture, interamente in ferro, subirono pesantemente gli effetti della ruggine, tanto già agli inizi degli anni 2000 giacevano in forte stato di degrado.
La riqualificazione del 2012 ha apportato alcune migliorie all'accessibilità, con il rifacimento del sovrappasso (ora interamente coperto e dotato di ascensori), della segnaletica e delle banchine, le quali sono state rialzate per consentire l'incarrozzamento a raso e attrezzate con percorsi facilitati per  l'accesso ai disabili e ai non vedenti. L'ingresso è stato ricostruito con l'installazione di servizi, tornelli e una biglietteria automatica.

## Movimento
La stazione è servita dai collegamenti ferroviari svolti da Cotral nell'ambito del contratto di servizio con la regione Lazio.
Si tratta di una fermata a richiesta.

## Interscambi
- Fermata autobus ATAC